# 용평면
용평면(龍坪面)은 대한민국 강원특별자치도 평창군의 면이다. 넓이는 135.38km2이고, 인구는 2023년 7월 말 기준으로 3,077명이다.

## 개요
평창군 중북부에 위치하고 있으며 면소재지는 용전리이다. 평균 고도 해발 570m의 산간 지대로, 논이 드물다. 1983년 2월 15일, 진부면(용전출장소) 5개리, 봉평면 2개리, 대화면 1개리의 일부를 합쳐 신설되었다. '용평'이라는 지명이 많이 혼동된다. 평창군 관내 대관령면(횡계리)일대를 용평으로도 많이 칭하는데, 용평면의 '용평'은 면 신설 당시 용전리의 '용'과 장평리의 '평'이 합쳐진 지명이다.

## 교통
- 영동고속도로 평창 나들목, 속사 나들목
- 국도 제6호선, 국도 제31호선
- 장평시외버스터미널: 평창군 내 터미널 중 시외버스가 가장 많이 경유하는 곳이다. 동서울행 일 12회, 남서울행 6회(주말 9회), 원주행 19회, 강릉행 26회, 춘천행 4회, 군포,안산행 8회 등 배차간격이 양호하다. 최근엔 구리,의정부 노선도 운행을 시작했다. 군소재지인 평창터미널보다 붐빈다. 또한 평창군 농어촌버스의 주요 기점이다.
- 경강선 평창역 : 2017년 12월 22일 개통했으며, 용평면 재산리에 있다.

## 행정 구역
- 용전리(龍田里)
- 장평리(長坪里) 1·2리
- 속사리(束沙里) 1·2리
- 이목정리(梨木亭里) 1·2리
- 노동리(路洞里)
- 도사리(都事里)
- 백옥포리(白玉浦里) 1·2·3리
- 재산리(才山里) 1·2·3리

## 관광
- 이승복기념관
- 금당계곡
- 계방산
- 로하스파크

## 주요시설
- 용평면사무소
- 장평시외버스터미널
- 봉평농협 용평지점, 장평지점
- 용평우체국
- 평창경찰서 중부지구대(용평치안센터)
- 평창소방서 용평119안전센터
- 평창역

## 교육시설
- 국립평창청소년수련원
- 용전중학교
- 장평초등학교
  - 용전분교 (폐교) - 용평면 신선골길 7 (용전리)
- 속사초등학교
  - 계방분교 (폐교) - 용평면 운두령로 486 (노동리)
- 재산초등학교 (폐교) - 용평면 평창대로 1752-7 (재산리)